# 唐君鉑
唐君鉑 （1910年6月28日—1999年2月14日），廣東省中山縣雞陌村（現稱雞山村）人。黃埔軍校第九期工兵科畢業。劍橋大學機械學士、碩士。中華民國中山科學研究院院長。中國國民黨中央委員會第十届中央委员。總統府國策顧問。

## 身世
唐君鉑的身世有兩種不同說法，一說唐的父親名唐斗祿，育有4子，而唐君鉑排行第4。

## 學歷
唐君鉑的學歷包括私塾，唐山同仁小學，北平成達中學，交通大學預科，黃埔軍校第九期，英國皇家砲工軍校，英國陸軍工兵專校，劍橋大學機械系一等榮譽學士及劍橋大學碩士學位，英國「盟軍參謀班」第3期。

## 在大陸的經歷
1938年回國之後，唐君鉑加入蔣中正的「軍事委員會侍從室」，擔任上尉參謀。後來任砲兵第55團中校團附，後調任陸軍工兵學校要塞築城班教官，後來任軍政部貴州札佐演習場（同是留英的謝肇齊任場長）工程處步兵團中校營長，後積功升上校團長。1942年12月，入國防研究院第1期受訓，後任軍政部第2廳擔任上校副處長，之後晉升少將處長。對日抗戰勝利後，唐君鉑又於1946年被派到英國進入「盟國參謀班」第3期受訓。回國後唐君鉑再次入「軍事委員會侍從室」任「總統府侍衛室少將參軍」。

## 在台灣的經歷

### 兵工署長
1948年國共內戰失利時唐君鉑建議蔣中正撤退至台灣。於是調任聯勤總部兵工署少將副署長，籌劃濟南兵工廠、南京金陵60兵工廠、上海龍華兵工廠、廣州石井兵工廠等四兵工廠遷台。遷台後四兵工廠成為44廠、60廠、61廠、26廠等。
1949年8月1日，蔣中正總裁辦公室在臺北正式成立，設有九組一會：第三組掌管軍事，副組長即為唐君鉑。唐後昇任兵工署署長。1955年升中將。1955年6月，任陸軍指揮參謀學校校長，1956年任國防部常務次長，1958年任國防部後勤參謀次長，1959年任陸軍供應司令。1963年入實踐學社高級兵學研究班受訓。

### 中山科學研究院
蔣中正派唐君鉑出席1963年在奧地利維也納召開的「國際原子能總署」年會。表面上是出席原子能總署年會，其實真正目的是要邀請參與該會的以色列籍「原子能委員會」主席恩斯特·大衛·伯格曼（Ernst David Bergmann 1903年—1975年）訪台。伯格曼1963年秘密抵台，與蔣中正在日月潭涵碧樓密談三天，唐君鉑是翻譯。伯格曼建議複製以色列發展核彈及原子能計劃的模式，成立專責機構發展核子武器，分設核能、火箭、電子三個研究單位。蔣中正當即決定成立專責研究機構，積極發展核子武器。 
1964年11月唐君鉑再任國防部常務次長但負有特殊任務。1965年國防部成立「石門科學研究院籌備處」，唐君鉑任籌備處主任。籌備處初設核能、火箭、電子三組研究作業組。同年6月，改名為「中山科學研究院籌備處」，該處下設三所，總員額約600人，1968年籌備處增設第四所。1969年7月1日中山科學研究院正式成立後，院長由國立臺灣大學校長閻振興掛名，唐君鉑任副院長，卻實際操作。1972年唐君鉑自軍中退役，繼續任文人副院長。1975年2月接任院長。

#### 發展核子武器
據說唐君鉑反對發展核子武器，他認為在有限的資源能力下發展核子武器不切實際。台灣核子武器發展原向以色列核彈先驅柏格曼教授求教，以後以色列政治轉變，雙方討論中斷。1976年初夏，吳大猷回台灣擔任科導會主委，並受國防部邀請參與中山科學院所擬議的『新竹計畫』。在經過多方的考慮之後，吳大猷最終指出，此項核能計畫所需消耗的人力及金錢過於龐大，以當時政府的經濟財政力量，恐怕將是一大負擔，建議暫時先放棄核子武器的發展。中山科學院只好自行研究，也有一定的進展。唐君鉑1982年退休後，於1987年核子武器發展即將突破時，因張憲義叛逃，美國干預，拆除硬體設施。中山科學研究院所屬的核能研究所移交給行政院原子能委員會，研究方向轉向非武器核能應用。

#### 發展火箭飛彈
1979年1月1日起美國與中華人民共和國建立邦交關係，與中華民國斷交。為鼓舞民心士氣，中山科學研究院發展的火箭與飛彈曾在1981年國慶閱兵時大幅展示。唐君鉑在中山科學研究院期間，中科院火箭飛彈研製成果包括以下諸型：

青蜂地對地飛彈
1981年國慶閱兵時曝光的青蜂飛彈是一種類似前蘇聯蛙７式〈FROG-7〉砲兵飛彈以及美國長矛〈Lance〉砲兵飛彈的戰區短程彈道飛彈。根據推測，研發過程受到以色列大量的技術支援。
昆吾反戰車飛彈
1981年國慶閱兵時曝光的昆吾反戰車飛彈是仿製前蘇聯1961年推出的AT-3薩格（Sagger）反戰車飛彈。
工蜂四型多管火箭
1960年發展，至1975年完成的多管火箭發射器，起初是牽引型式，之後架設於M113裝甲車上。工蜂四型由兩具20管發射器組成，共40管發射管，可在16秒之內全數發射完畢。工蜂四型火箭彈的彈徑為126公釐，重24.4kg，長0.91公尺，十分輕小，不過射程可達10500公尺。
工蜂六型多管火箭
是在1978年投入研發，1981年國慶閱兵時亮相，於1982年定型，量產後迅速取代工蜂四型。
雄風一型反艦飛彈
藉由向以色列購買天使飛彈的機會以反向工程加以仿製；由於仿製過程並不順遂，因此後來又引進了少量天使二型加以參考，由於海軍需求因此中科院改進了導引段以及火箭藥柱以達到射程40公里(中共上游一型，即蘇聯P-15 Termit、北約代號為Styx冥河飛彈的射程)的標準。增長射程的雄風一型在外觀上比原版的天使飛彈略長，也重了18公斤左右。於1977年試射成功。
天馬飛彈
天馬飛彈本來是提供給台灣發射人造衛星的載具，包括二節火箭射程可以高達一千公里以上。之後再修改為地對地的中程彈道飛彈。

### 總統府國策顧問
唐君鉑於1982年11月從中科院退休後，轉任總統府國策顧問。

## 家庭
1940年與湖南唐玉芬小姐結婚。育有三子。

## 休閒生活
唐君鉑年輕時嗜好是足球與橋牌。